# Émoticône
Ne doit pas être confondu avec smiley ou émoji.

Émoticône cœur symbolisant l'amour.

Une émoticône est une petite représentation graphique stylisée et symbolique d'une émotion, d'un état d'esprit, d'un ressenti ou d'une ambiance, utilisée dans un message écrit et informatisé (courrier électronique ou texto).
Cette figuration est née de la combinaison de plusieurs caractères typographiques, comme le smiley « :-) », mais le terme désigne aussi une petite image – pouvant être fixe ou animée – telle que «  », et de manière générale une forme là où elle est possible. Elle permet de communiquer brièvement, à l'écrit, une information comparable à une expression faciale, au ton de la voix ou à une gestuelle à l'oral.
L'émoticône ne doit pas être confondue avec l'art ASCII, ni avec les ornements et symboles typographiques appelés casseaux (dingbat),.

## Étymologie

Smiley graphique.

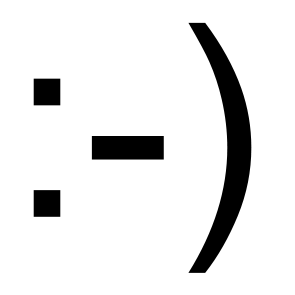
Smiley typographique.

Scott Fahlman de l'Université Carnegie-Mellon est la première personne dont on ait conservé une trace datée des deux premiers émoticônes typographiques, le 19 septembre 1982 : « :-) » et « :-( » . Cette innovation typographique est, pour le visage au sourire, associée à un nom anglais : smiley, à l'image du célèbre smiley de la WMCA de 1962 – un visage souriant dans un cercle jaune. Le mot homologue, le frowney (de l'anglais « frown », froncer les sourcils), dont la figure « :-( » était déjà présente à la fin du message de Fahlman, est inventé quasi-simultanément, le mot lui-même étant peu connu en France.
Les émoticônes sont d'abord conçus uniquement pour accompagner l'en-tête des sujets afin de distinguer les sujets sérieux des sujets humoristiques, mais leur potentiel dépasse rapidement les intentions du créateur et on les retrouve presque instantanément à l'intérieur des textes pour dénoter une émotion. Faute d'un vocabulaire adéquat pour la nouvelle tendance, l'étiquette « smiley » est attribuée aux multiples variations qui voient le jour rapidement en dépit de l'étymologie (en anglais, smile signifiant « sourire ») qui ne correspondait qu'au premier. Les francophones reprennent rapidement tel quel le terme smiley même pour les figures montrant la tristesse.
Ce n'est que plus tard, en 1990, qu'est proposé le terme « emoticon » en anglais (mot-valise entre émotion + icône) pour décrire convenablement le phénomène, puis en 1996 sa traduction littérale « émoticône » en français.
La confusion des termes demeure énorme entre l'usage répandu de smiley et du néologisme émoticône et ce dans une grande proportion de langues de par le monde. À noter cependant que le terme « émoticône » s'affranchit des références au visage ou au sourire et permet ainsi d'exprimer une émotion avec d'autres représentations ; par exemple un cœur <3 ou une rose @}-'-,- . En admettant l'usage des deux termes, on peut alors dire que les smileys sont un type spécifique d'émoticônes.

## Historique

### Antécédents
En 2014, Levi Stahl (travaillant à l'University of Chicago Press), prétend avoir trouvé la première émoticône dans un poème datant de 1648. En effet, il a trouvé dans une édition imprimée du poème To Fortune, du poète anglais Robert Herrick, la suite de caractères « (ſmiling yet:) ». Toutefois, selon Benjamin Schmidt (chercheur en lettres numériques à l’Université de Northwestern), cette analyse serait une mauvaise interprétation d'une « série de ponctuations normale » pour l'époque, et fournit d'autres exemples du XVIIe siècle, notamment chez Francis Bacon, où des doubles points ou des points-virgules terminent une incise entre parenthèses.
C'est le Belge d'origine française Marcellin Jobard, lithographe et inventeur, qui, dans un texte du journal le Courrier Belge du 11 octobre 1841, utilise la première émoticône pour figurer l'ironie. Dans un rapport sur l'Exposition de 1839, publié en 1842 il explique son projet : Des lacunes de la typographie.
En avril 1857, le National Telegraphic Review and Operators Guide a documenté l'utilisation du nombre 73 en code Morse pour dire « grosses bises » (plus tard transformé en l'expression « meilleures salutations », plus formelle). En 1908, Dodge's Manual a documenté la réintroduction de « grosses bises » sous forme du nombre 88. Gajadhar et Green notent que ces deux abréviations en code Morse sont plus succinctes que les abréviations modernes telles que LOL.

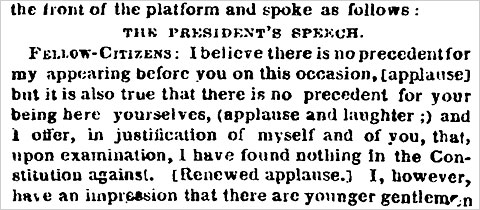
Utilisation supposée d'une émoticône « ;) » par le New York Times, en 1862.

Une transcription du New York Times d'un discours d'Abraham Lincoln écrit en 1862 contient « (applaudissements et rires ;) » ; il y a débat sur le fait qu'il s'agisse d'une faute de frappe, d'une construction de ponctuation légitime ou d'une émoticône.

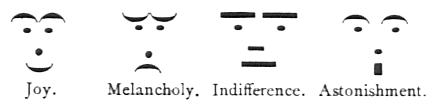
Émoticônes publiées dans le numéro du 30 mars 1881 de Puck.

Quatre émoticônes typographiques verticales ont été publiées en 1881 par le magazine satirique américain Puck, l'intention déclarée du service de typographie de cette publication étant de « présenter ... tous les dessinateurs ayant jamais existé ».
En 1912, Ambrose Bierce propose « une amélioration de la ponctuation — le point de ricanement, ou marque de cachinnation : celui-ci s'écrit ‿ et représente une bouche souriante. Il doit terminer, avec un point, toute phrase facétieuse ou ironique ».
Dans un article de 1936 tiré du Harvard Lampoon, Alan Gregg propose (-) pour le sourire, (--) pour le rire (plus de dents sont apparentes), (#) pour le froncement des sourcils, (*) pour le clin d'œil et (#) pour « un intérêt, une attention et une incrédulité intenses ». Notez que les symboles sont correctement orientés et ne sont pas obliques.
Les émoticônes étaient déjà utilisées dans les fandoms de science-fiction des années 1940, bien qu'il semble y avoir eu une perte de continuité culturelle entre les communautés.
En 1963, le « smiley face », un bouton jaune avec deux points noirs représentant les yeux et une ligne incurvée et épaisse, tournée vers le haut pour représenter une bouche, a été créée par l'artiste indépendant Harvey Ball. Il a été réalisé sur commande pour une grande compagnie d'assurance dans le cadre d'une campagne visant à renforcer le moral de ses employés et est rapidement devenu un grand succès. Ce smiley a vraisemblablement inspiré beaucoup d'émoticônes par la suite ; l'émoticône graphique la plus basique qui dépeint ceci est en fait un petit smiley jaune.
Dans une interview du New York Times d'avril 1969, Alden Whitman a demandé à l'écrivain Vladimir Nabokov : « Comment vous situez-vous parmi les écrivains (vivants) et ceux du passé récent ? » Nabokov a répondu : « Je pense souvent qu'il devrait exister un signe typographique spécial pour exprimer un sourire - une sorte de marque concave, une parenthèse ronde couchée, que je puisse utiliser maintenant en réponse à votre question ».
En 1971, un journaliste français, Franklin Loufrani, a créé un smiley pour représenter une bonne nouvelle dans le journal français France Soir. M. Loufrani fut le premier à déposer ce symbole, en 1972,. Plus tard, en 1996, M. Loufrani fonda The Smiley Company avec son fils, Nicolas Loufrani. Nicolas a développé des centaines d'émoticônes différentes, y compris des versions 3D. Ses créations ont été enregistrées au United States Copyright Office en 1997, et sont apparues en ligne sous forme de fichiers .gif en 1998,,. Ce sont les premières représentations graphiques de l'émoticône à base de texte. Il a publié ses icônes aussi bien que les émoticônes créées par d'autres, avec leurs versions ASCII, dans un dictionnaire en ligne de smileys au début des années 2000,. Ce dictionnaire incluait plus de 3000 smileys différents et a été publié au format livre, sous le titre Dico Smileys en 2002. The Smiley Company a déposé sa version du smiley dans plus de 100 pays. En 1997, The Smiley Company a déposé une demande auprès du Bureau américain des brevets et des marques de commerce (USPTO). En 2001, Walmart s'opposa à cet enregistrement, invoquant un risque de confusion entre le smiley de M. Loufrani et un smiley que Walmart utilisait depuis 1990. L'USPTO s'est finalement rangé du côté de Walmart et a rejeté la demande de The Smiley Company, en raison de l'utilisation généralisée de visages souriants. Cherchant à empêcher Walmart d'utiliser quelque dessin de visage souriant que ce soit, Nicolas Loufrani a ensuite poursuivi Walmart devant un tribunal fédéral en 2009, tout en affirmant que son visage souriant était « facile à distinguer » de celui de Walmart. L'affaire a été classée en 2011 lorsque les deux parties sont convenus de régler à l'amiable. Les modalités de cet accord n'ont pas été divulguées, mais Walmart a continué à utiliser son design de smiley par intermittence, avant de lui donner de nouveau un rôle de marketing important en 2016,.
À partir de 1972, sur le système PLATO, des émoticônes et d'autres graphismes décoratifs ont été produits en ASCII, notamment en surimpression : en tapant un caractère, puis en revenant en arrière et en tapant un autre caractère. Par exemple, WOBTAX et VICTORY ont tous deux produit des visages souriants convaincants (les caractères surimprimés produisaient le fond uni et les pixels touchés par aucun des caractères produisaient le dessin proprement dit). Ceci a finalement donné un ensemble sophistiqué, notamment en combinaison avec les exposants et les indices.

### Création de:-) et:-(
Scott Fahlman a été la première personne documentée à utiliser les émoticônes :-)  et :-(  dans le but spécifique d'exprimer des émotions. On croyait que le texte de sa proposition originale, posté sur le panneau d'affichage général du département d'informatique de l'université Carnegie Mellon le 19 septembre 1982 (à 11 h 44), avait été perdu, mais il fut récupéré 20 ans plus tard par Jeff Baird à partir de vieilles cassettes de sauvegarde.
Cela dit, un message du 20 septembre 1982 précise qu'avant l'invention de Scott Fahlman, le symbole \__/ évoquant un sourire était déjà utilisé. Il est devenu rare aujourd'hui de voir des émoticônes sans yeux.
David Touretzky, Guy Steele et Jaime Carbonell sont d'autres informaticiens de renom qui participèrent à ce fil de discussion. En quelques mois, il s'était propagé sur ARPANET et Usenet. Beaucoup de variations sur ce thème ont été immédiatement suggérées par Scott et d'autres personnes.

## Usage
L'usage des émoticônes est très variable d'un milieu à l'autre et en fonction du type de discours. Véhiculer une portion significative d'un message par l'expression d'une émotion est propice aux erreurs d'interprétation. L'impact de celles-ci est, par contre, amoindri d'autant que la réaction du destinataire est rapide et qu'une éventuelle précision peut être apportée rapidement. C'est le principal facteur qui explique le nombre élevé d'émoticônes dans les dialogues en ligne et forums et leur quasi-absence dans les communications qui s'approchent d'un monologue.
L'usage est aussi largement tributaire du « vocabulaire » des différents participants. Celui-ci ira d'un timide sourire occasionnel pour certains à un éventail d'émoticônes régulières pour les habitués. L'utilisateur averti doit donc s'assurer qu'il est bien compris. Cette vérification se fait généralement de façon tacite par une utilisation progressive. Il n'est pas exclu que leur utilisation puisse parfois devenir inconsciente.
L'usage des émoticônes est très utilisé pour signaler un ton ironique lors d'une remarque, afin que le destinataire ne croie pas à une réelle attaque verbale. L'émoticône remplace alors les expressions du visage et variations de la voix impossibles à retransmettre à l'écrit.

### Grammaire
Le caractère de l'émoticône la rapproche beaucoup de l'interjection. Employée sans morphème et sauf devant un déterminant ou un pronom, l'émoticône apporte une information sur l'émotion de l'auteur, mais toujours dans le contexte de la phrase. Par exemple dans « Tu es très heureux :-) ? », l'auteur n'est pas seulement content, mais bien content que « tu » sois heureux.

### Figure de style
Symbolisant directement les émotions, les émoticônes se prêtent facilement à certaines figures de style telles que l'ironie ou l'hyperbole. On pourra ainsi voir une personne feindre la détresse psychologique à l'annonce d'un départ de quelques jours ou manifester la joie lors d'un événement malheureux. La majorité de ces figures de style sont employées de façon triviale, mais d'autres peuvent être délibérément ambiguës. On peut employer le clin d'œil « ;) » ou la langue tirée (« :P » ou « :p ») pour lever de telles ambiguïtés, mais on peut aussi bien délibérément les omettre. Il existe aussi un mélange des deux cités précédemment : « ;p » qui est plutôt ironique, qui se moque de l'autre.
Certains voient dans l'émoticône le contraire d'une figure de style : la figure vise, dans la phrase, un certain effet. Au contraire, l'émoticône est chargée de donner à la phrase une signification, une nuance, qu'elle n'avait pas.

### Ponctuation
On emploie souvent l'émoticône à la fin de la phrase, cependant elle n'est pas selon l'Académie française un signe de ponctuation mais s'y substitue de fait. On peut aussi utiliser une émoticône (par exemple :-P) au beau milieu de la phrase sans mettre fin à celle-ci. Elle marque donc, théoriquement, l'instant précis où l'émotion est ressentie. La croyance qu'il s'agirait d'une ponctuation vient des messageries instantanées où il est coutume d'omettre le « . » à la fin d'une réplique.
Mais parce qu'ils sont eux-mêmes constitués de signes de ponctuation (quand ils ne sont pas remplacés par des images), l'utilisation d'émoticônes immédiatement avant un signe de ponctuation obligatoire pour des raisons grammaticales est un problème irrésolu. Il est en effet possible de faire ceci : « (chouette ! ;) » ou cela « (chouette ! ;)) » ; certaines personnes considérant que l'émoticône peut dans ce cas, servir de parenthèse fermante. Le webcomic xkcd traite du sujet, en exagérant volontairement son importance. La solution la plus lisible est d'ajouter une espace entre l'émoticône et le signe de ponctuation, quels qu'ils soient  (voici un cas évident :-) ).
Les émojis se sont imposés là où d'autres signes de ponctuation, plus anciens, sont restés infructueux. C'est le cas, par exemple, du point d'ironie ⸮ et du point exclarrogatif ‽. De la même manière, l'émoji (🙃), qui dénote le sarcasme, entre en concurrence avec les expressions post-ponctuation (/s) ou (~).

### Morphèmes
Quoique rare, il est possible de voir un suffixe ajouté à l'émoticône créant ainsi un tout autre mot (verbe, nom, adjectif, adverbe, etc.).

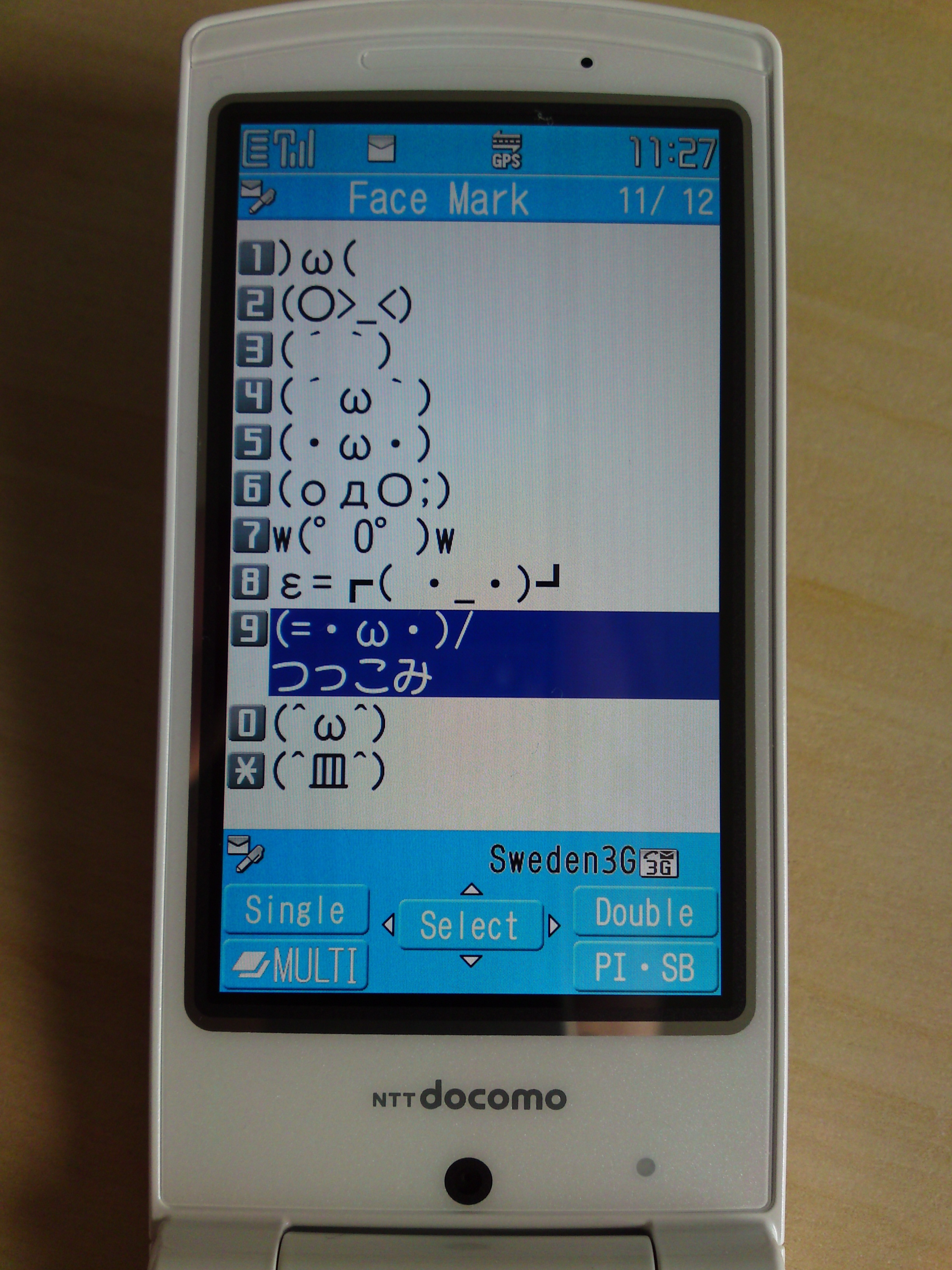
Kaomojis sur un téléphone mobile japonais NTT Docomo

Exemple : <3able (adorable, aimable) ou :-zz z z ZZ (je m'ennuie) ou encore (-.-)Zzz... (je dors, émoticône de face).

## Variations culturelles

### Style japonais («kaomoji»)

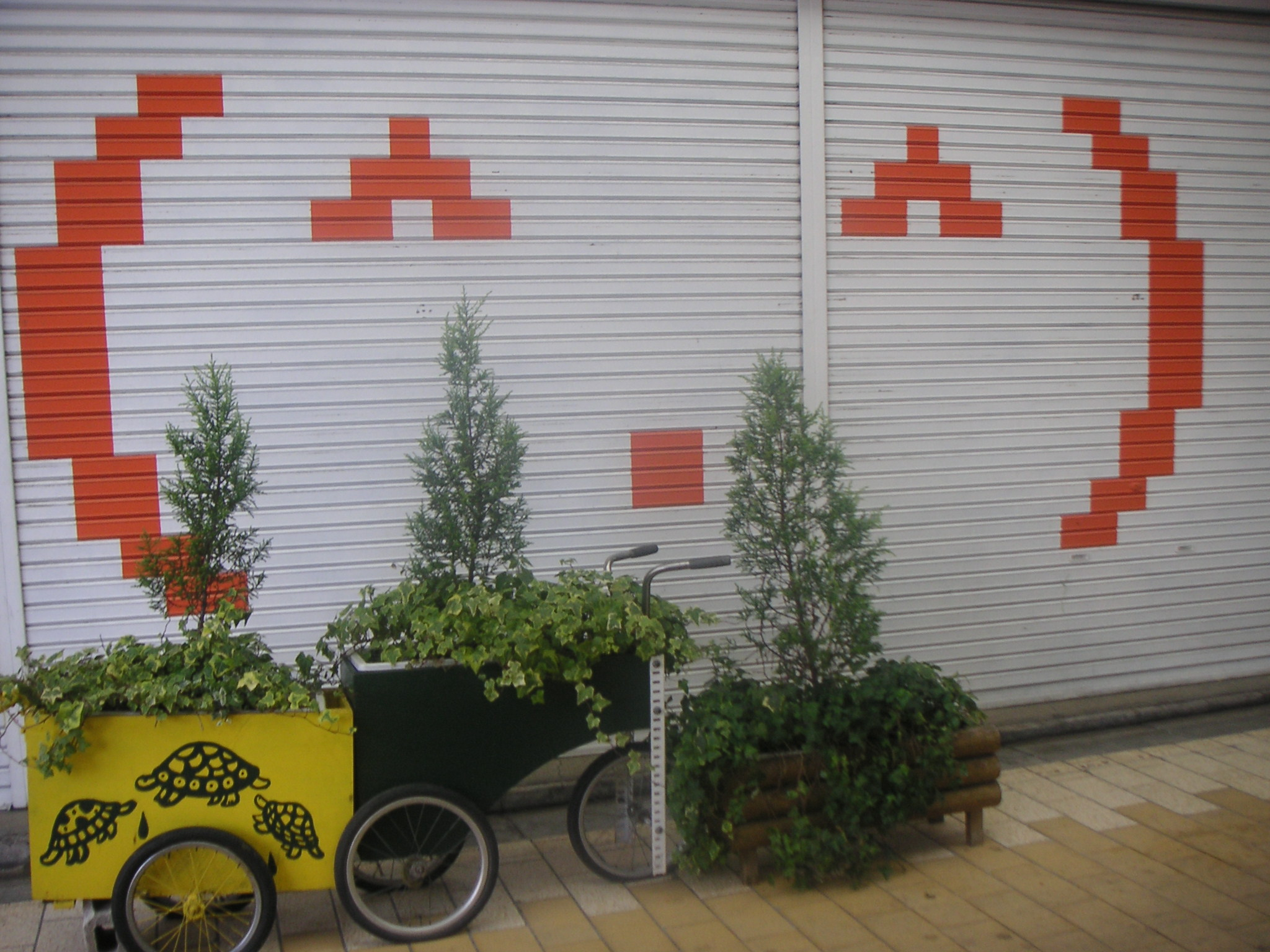
Peinture kaomoji au Japon

Les utilisateurs du Japon ont popularisé un style d'émoticônes appelé kaomoji, voulant dire « face en caractères » (顔/kao : face/visage, 文字/moji : caractère/lettre), qui représente un visage verticalement là où les émoticônes occidentales représentent tourné à 90°. Ce style est apparu sur ASCII NET, un service japonais en ligne de la première heure, en 1986. Des émoticônes d'aspect similaire ont été utilisées sur le Byte Information Exchange (BIX) à peu près au même moment.
Ces émoticônes ont généralement un format semblable à (*_*). Les astérisques indiquent les yeux ; le caractère central, un trait de soulignement en règle générale, la bouche ; et les parenthèses, le contour du visage.
Différentes émotions peuvent être exprimées en changeant le caractère représentant les yeux : par exemple, « T » peut être utilisé pour exprimer des pleurs ou la tristesse : (T_T). T_T peut également être utilisé pour signifier « pas impressionné ». L'accent mis sur les yeux dans ce style se voit dans l'utilisation courante d'émoticônes qui n'utilisent que les yeux, par exemple ^^. Les regards dénotant le stress sont représentés par des signes comme (x_x), tandis que (-_-;) est une émoticône générique pour la nervosité, le point-virgule représentant une goutte de sueur induite par l'anxiété (voir plus loin). /// peut indiquer l'embarras en symbolisant le rougissement. Des caractères tels que des traits d'union ou des points peuvent remplacer le trait de soulignement ; le point est souvent utilisé pour une bouche plus petite, plus « mignonne », ou pour représenter un nez, par ex. (^.^). De même, « w » ou la lettre oméga minuscule grecque « ω » peuvent être utilisés (notamment dans la communauté furry) pour représenter la bouche d'un animal comme dans UwU, ou UωU. Ces kaomojis sont en général utilisés pour exprimer divers sentiments chaleureux, heureux ou affectueux. Une émoticône très proche est  OwO, ou OωO, qui peut plus spécifiquement montrer la surprise et l'excitation. Enfin, la bouche/le nez peut être entièrement omis(e), par exemple (^^).
Les parenthèses sont parfois remplacées par des accolades ou des crochets, par ex. {^_^} ou [o_0]. Souvent, les parenthèses sont complètement supprimées, par ex. ^^, >.<, o_O, O.O, e_e ou e.e. Des guillemets droits ", une apostrophe ' ou un point-virgule ; peuvent être ajoutés à l'émoticône pour impliquer l'appréhension ou l'embarras, de la même manière qu'une goutte de sueur est utilisée dans les mangas et les animes.
Microsoft IME 2000 (japonais) ou version ultérieure prend en charge l'entrée d'émoticônes comme celles ci-dessus en activant le dictionnaire Microsoft IME « Spoken Language/Emotion Dictionary ». Dans IME 2007, cette prise en charge a été placée dans le dictionnaire « Emoticons ». De tels dictionnaires permettent aux utilisateurs d'appeler des émoticônes en tapant des mots qui les représentent. Un logiciel de communication permettant l'utilisation de caractères japonais codés Shift JIS plutôt que simplement ASCII a permis le développement de nouveaux kaomojis en utilisant le jeu de caractères étendu, comme (^ム^) ou (益). Un logiciel de communication moderne utilise généralement Unicode, qui permet l'incorporation de caractères d'autres langues (par exemple, l'alphabet cyrillique) et toute une gamme de symboles dans les kaomojis, comme (`Д´) ou (◕‿◕✿).
D'autres variations peuvent être produites en utilisant des combinaisons de caractères Unicode, comme dans  ٩(͡๏̯͡๏)۶ ou ᶘᵒᴥᵒᶅ.

#### Utilisation occidentale du style japonais
Les forums d'anime de langue anglaise ont adopté ces émoticônes de style japonais qui peuvent être utilisées avec les caractères ASCII standard disponibles sur les claviers occidentaux. Pour cette raison, on les qualifie souvent d'émoticônes « de style anime » en anglais. Elles sont désormais utilisées dans des lieux plus conventionnels, notamment les jeux en ligne, la messagerie instantanée et les forums de discussion non liés aux animes. Des émoticônes telles que <( ^.^ )>, <(^_^<), <(o_o<), <( -'.'- )>, <('.'-^) ou (>';..;')>, qui comportent des parenthèses, une bouche ou un nez et des bras (en particulier ceux représentés par les signes d'inégalité < ou >), sont aussi souvent appelées « Kirby » en référence à leur ressemblance au personnage de jeu vidéo Kirby de Nintendo. Les parenthèses sont parfois supprimées lorsqu'elles sont utilisées dans un contexte anglophone, et le trait de soulignement de la bouche peut être étendu en tant qu'intensificateur de l'émoticône en question, par exemple ^_________^ pour signifier « très heureux ». L'émoticône t(-_-t) utilise le style oriental, mais incorpore une représentation du « doigt d'honneur » occidental en utilisant un « t » en guise de bras, main et doigt. Une autre invention apparemment occidentale est l'utilisation d'émoticônes comme *,..,* ou `;..;´ pour indiquer des vampires ou d'autres bêtes mythiques avec des crocs.

#### Mélange de style occidental et japonais
L'exposition à des émoticônes de style occidental et japonais ou à des kaomoji à travers des blogs, des messages instantanés et des forums mêlant la culture pop occidentale et japonaise a donné naissance à de nombreuses émoticônes qui ont un format de visionnement vertical. Les parenthèses sont souvent supprimées et ces émoticônes n'utilisent généralement que des caractères alphanumériques et les signes de ponctuation les plus couramment utilisés en anglais. Des émoticônes telles que UwU, -O-,-3-, -w-, '_', ;_;, T_T, :> et .V. sont utilisées pour transmettre des émotions mitigées qui sont plus difficiles à transmettre avec les émoticônes traditionnelles. Des caractères sont parfois ajoutés aux émoticônes pour transmettre une goutte de sueur de style anime ou manga, par exemple ^_^', !>_<!, <@>_____<@>;;, ;O; et *u*. Le signe égal peut également être utilisé pour symboliser des yeux fermés, de type anime, comme dans =0=, =3=, =w=, =A= et =7=. Au Brésil, des caractères combinés (accentués) sont parfois ajoutés aux émoticônes pour représenter les sourcils, comme dans ò_ó, ó_ò, õ_o, ù_u ou o_Ô.

#### Style 2channel
Les utilisateurs du forum de discussion japonais 2channel, en particulier, ont développé une grande variété d'émoticônes uniques en utilisant des caractères de différentes langues, telles que le kannada, comme dans ಠ_ಠ (pour représenter un regard désapprobateur, incrédule ou confus). Ceux-ci ont été rapidement repris par 4chan et se sont propagés à d'autres sites occidentaux peu de temps après. Certains ont réellement pris vie et deviennent des caractères à part entière, comme Monā.

### Style coréen
En Corée du Sud, les émoticônes utilisent des lettres coréennes hangul et le style occidental est rarement utilisé. La structure des émoticônes coréennes et japonaises est quelque peu similaire, mais quelques différences sont à noter. Le style coréen contient des jamos coréens (lettres) plutôt que d'autres caractères. Il y a un nombre incalculable d'émoticônes qui peuvent être formées avec de telles combinaisons de lettres jamo coréennes. Jamos consonnes : ㅅ ou ㅁ ou ㅂ en guise de composant bouche-nez et ㅇ,ㅎ ou ㅍ pour les yeux. Par exemple : ㅇㅅㅇ, ㅇㅂㅇ, ㅇㅁㅇ et -ㅅ- . Les visages tels que 'ㅅ' , "ㅅ" , 'ㅂ'  et 'ㅇ' , avec des guillemets droits (") et des apostrophes ('), sont aussi des combinaisons couramment utilisées. Les jamos voyelles tels que ㅜ et ㅠ représentent un visage en pleurs. Exemple : ㅜㅜ, ㅠㅠ et 뉴뉴 (même fonction que le T dans le style occidental). Parfois, ㅡ (non pas le tiret cadratin « — » mais un jamo voyelle), une virgule ou un tiret bas est ajouté, et les deux jeux de caractères peuvent être mélangés, comme dans ㅜ.ㅜ, ㅠ.ㅜ, ㅠ.ㅡ, ㅜ_ㅠ, ㅡ^ㅜ et ㅜㅇㅡ. En outre, les points-virgules et les carets sont couramment utilisés dans les émoticônes coréennes ; les points-virgules signifient la transpiration (mine embarrassée). S'ils sont utilisés avec ㅡ ou -, ils représentent un mauvais sentiment. Exemples : -;/ , --^ , ㅡㅡ;;; , -_-; ;  et -_^ . Cependant, ^^ , ^오^  équivaut à un sourire (presque tout le monde l'utilise, sans distinction de sexe ou d'âge). Autres exemples : ~_~ , --a , -6- , +0+ .

### Style idéographique chinois
Le caractère 囧 (U+56E7), qui signifie « brillant »[réf. souhaitée], est également utilisé dans la communauté informatique chinoise pour représenter un visage aux sourcils froncés. Il est également combiné avec l'émoticône de posture Orz, comme dans 囧rz. Ce caractère existait en écriture ossécaille, mais son utilisation en tant qu'émoticône a été documentée dès le 20 janvier 2005.
D'autres variantes idéographiques pour 囧 comprennent 崮 (roi 囧), 莔 (reine 囧), 商 (囧 avec un chapeau), 囧興 (tortue), 卣 (Bomberman). Le caractère 槑 (U+69D1), qui se prononce comme le mot signifiant « prune » (梅 (U+FA44)), est utilisé pour représenter le double de 呆 (ennuyeux), ou d'autres degrés d'ennui.[41] En chinois, les caractères normalement pleins (par opposition à l'utilisation stylistique de 槑) peuvent être répétés pour exprimer l'intensité.

### Style russe
En Russie, les émoticônes de style occidental sont utilisées. Cependant une variation existe sur le fait que plusieurs parenthèses peuvent être utilisées pour représenter la bouche. Par exemple un smiley :-D étant plus fort que l'expression :-) sera représentée dans la culture russe par une émoticône :-))) voire :-)))))). Cela fonctionne aussi pour les expressions tristes : :-(((. Plus le nombre de parenthèses est important plus l'expression est forte. Ce principe existe parfois en n'utilisant que les parenthèses : ))).

## Personnages dans les émoticônes

### Émoticône Kirby

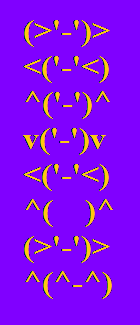
Danse de Kirby.

Kirby, personnage de jeu vidéo Nintendo et de dessin animé a plusieurs émoticônes le représentant se déplaçant à gauche ou à droite : <('-'<), dansant : (>' . ')> <(' . ')> <(' . '<), s'embrassant : (>*-*)> <(*-*<) boxant : c(-_-c), etc..

### Émoticône Tuzki
Tuzki, lapin blanc de fiction chinois, a été popularisé par son usage sous forme d'émoticônes, souvent animées, utilisées dans les logiciels de messagerie instantanée.

## Émoticônes graphiques

Émoticône triste

Émoticône diable

Du fait de la popularité croissante des émoticônes, la plupart des messageries Web, clients courriels ou logiciels de messagerie instantanée proposent l'insertion d'émoticônes au format graphique et non textuel, voire le remplacement automatique des émoticônes textuelles par leur équivalent graphique, s'il existe, telles les emoji, émoticônes japonaises qui représentent des pictogrammes plus élaborés. Ces équivalents ne sont pas tournés de 90° vers la gauche, et sont, le plus souvent, plus riches au niveau des détails, car non soumis aux contraintes des caractères ASCII, voire animés, sous la forme d'images au format GIF.
Bravo ! :  ,
Injures :  ,
Colère : 
Les émoticônes graphiques se sont développées après le grand succès qu'elles ont connu aux États-Unis. Par la suite, de nombreux sites Internet ont su introduire des émoticônes en les modifiant pour en faire des émoticônes graphiques. Les émoticônes ont eu un grand succès sur la toile, car elles permettent aux utilisateurs de s'exprimer plus facilement et d'une manière plutôt originale. Elles ont l'avantage de créer un langage universel car non basé sur la langue.
Scott Fahlman, déplorerait le remplacement systématique des émoticônes par des smileys dans les systèmes de messageries modernes. Si elles agrémentent les textes de jolies couleurs et rendent leur signification plus évidente, il est aussi vrai qu'ils contraignent les utilisateurs à une syntaxe particulière. Ainsi les émoticônes à casquette d:-) disparaissent peu à peu puisqu'elles ne sont plus rendues correctement.[réf. nécessaire]

### Remplacement «:AAA:»
La grande majorité des développeurs de forums ont adopté comme convention d'encadrer les mots à remplacer par une émoticône graphique par des deux-points (« :lol: » ou encore « :lol »). Les administrateurs des forums peuvent alors créer de nouveaux mots et de nouvelles images sans risque de voir la substitution se produire au beau milieu d'une phrase. On voit donc parfois apparaître dans les textes où la substitution n'est pas exécutée des chaînes de caractères telles que « :lol: », « :triste: », (d'où quelques graphies savantes pour les abréviations les plus connues). Certains se permettent d'écrire ce genre de « mots » là où ils savent parfaitement qu'ils ne seront jamais substitués, d'autres en inventent littéralement des nouveaux. Le plus simple est donc de considérer tout mot encadré de la sorte comme une émoticône exprimant l'émotion liée au mot.

## Liste des émoticônes typographiques

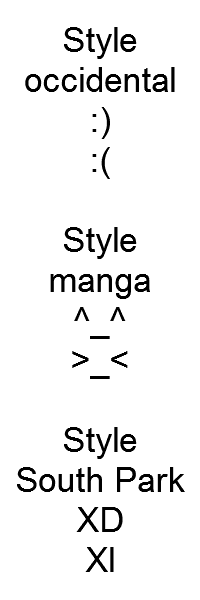
Les trois styles d'émoticône.

| Style occidental                     | Description                                          | Style nippon                                                        |
| ------------------------------------ | ---------------------------------------------------- | ------------------------------------------------------------------- |
| :-) :) =) (:                         | Sourire                                              | ^^ (^_^) (^^) n_n *^_^* ^_^ ^^_^^ ^,^ ^o^ シ                        |
| X) x) (x                             | Sourire sournois                                     | XuX                                                                 |
| :-( :( =( ):                         | Tristesse                                            | é.è é_è úwù ÚwÙ                                                     |
| :-\| :\| =\| \|: \|= \|-:            | Blasé                                                | u_u U_U' <_<' ¬_¬" ¬~¬" -_-" --" -.-" =_= =.=                       |
| :-D :D =D                            | Riant de toutes ses dents, heureux                   |                                                                     |
| ;-) ;) (;                            | Clin d'œil                                           | ^_- (o.~) (^_-) (^.~) ('_-) OwU O_U                                 |
| :-P :-p :P :p =P =p                  | Tirant la langue, taquin                             | XpX OpO                                                             |
| :-O :-o :O :o =O :-0 =0 :0 =o =-O o: | Étonné, bouche bée, surpris                          | (@_@) O_o o_O °° °o° o__Ô ô__O OAO -_o OoO Owô *_*                  |
| 8-) 8) 8-O 8O                        | N'en croyant pas ses yeux, adoration ou lunettes.    | *_* +_+ °_° ¤_¤ *o* *w* *W* *v* *V* O_o' OoO +-+ *^* ^\ _ /^ *-* ** |
| X-D XD x-D xD                        | Personnage riant                                     |                                                                     |
| :-$ :$ =$ $: :x                      | Gêné, timide, honteux                                | ^///^ O///O T///T °///° >///< ^^' ^^' ÚωÙ                           |
| :-/ :/ =/ /:                         | Agacement / déception                                | -_-' _" >_> '_' -.-' ¬¬ --' --" -.-" u_u" u_u' -w-"                 |
| <3                                   | Cœur (amour) (tourné sur la droite et non la gauche) |                                                                     |
| :-X :-x :X :x :-# :# =X =x =# x:     | Ne parlant pas, muet, bouche cousue                  | TxT °x° *x* 'x' "x" OxO '-' " " ' '                                 |
| :-S :S :-s :s :$ =S =s =$ s:         | Confus, embarrassé                                   | é~è (°~°) (@_@) (@o@)                                               |
| :'-( :'( ='(                         | Pleurant                                             | Q__Q ; T_T ;_; ç_ç QQ T-T TT_TT P.P TAT T^T TTwTT ToT T__T T^T      |

| Style occidental             | Description                                                 | Style nippon                                |
| ---------------------------- | ----------------------------------------------------------- | ------------------------------------------- |
| :3 :-3 =3                    | Mignon, sourire de chat                                     | uwu UwU ^w^ owo OwO ^.^ 0w0 éwè UωU OωO ÔωÔ |
| :o) <:o) ~<:o)               | Clown, clown avec chapeau                                   |                                             |
| %^) %^>                      | Ivresse, folie                                              | o_^                                         |
| 69 (.\°)                     | Yin Yang                                                    |                                             |
| *<B^) *<8^)                  | Surfeur, skieur                                             |                                             |
| \|-O xo                      | Bâillant                                                    | =o= -o- -0- =0=                             |
| 3-) z-) z)                   | Dormant                                                     | (µ_µ)                                       |
| :-° :° =°                    | Sifflant, prenant l'air innocent                            | ('.)_('.) .w. .__.                          |
| :-] :] =]                    | Confiant, fier, approbation                                 |                                             |
| :-d :d =d                    | Bave, alléché                                               | *q* *Q* °q° °Q° TqT TQT *µ*                 |
| +o( ¦~(                      | Malade                                                      | @_@ x_x                                     |
| D: DX D=                     | Mécontent, horrifié (tourné sur la droite et non la gauche) | è_é èé èOé                                  |
| B-) B)                       | Lunettes                                                    | [o]_[o] [.]_[.] [°]_[°] [0]_[0]             |
| >:-D >:D >=D                 | Sadique                                                     | -w- èwé                                     |
| x(X-[                        | Contrarié, embêté                                           | >_< >< ~_~ >.<                              |
| :-@ :@ >:-( >:( =@ >=(       | En colère                                                   | è_é `_´ -_-+ -_-# *w*# >.>                  |
| x( x\|                       | Fatigué, exaspéré, désespéré                                | v.v u_u =_= -_- ; ~_~° orz                  |
| x-(                          | Mort                                                        | x_x XoX                                     |
| 8D                           | Youpi ! (joie ou victoire)                                  | \(^o^)/ \o/ )°(                             |
|                              | Voit des dollars (Picsou)                                   | $_$                                         |
| :-*                          | Bisou                                                       | ^*^ ^3^ °3° *3* °*° ; 030                   |
| :-~ :-Q                      | Cigarette à la bouche                                       |                                             |
| (:)-)                        | Plongeur                                                    | O u O\|                                     |
| ():-) ():) 0:-) 0:) ()=) 0=) | Auréole. Innocence, perfection (souvent feint)              |                                             |
| <:(<:o                       | Expression gênée, inquiet                                   | é_è éoè éè                                  |
| :') :'D ED                   | Moqueur, pleure de rire                                     | ovô                                         |
| >:(>=(>:o                    | Expression fâchée, en colère                                | è_é è_é# >_< ùwú ÙwÚ                        |
| 3:) 3>:)                     | Diablotin                                                   | èvé                                         |
|                              | Des fesses                                                  | (_Y_) (_¤_) (_(_)                           |
| 3==D 8===D c==3 (_)_)===D    | Un sexe masculin                                            |                                             |
| {(')}                        | Ou féminin                                                  |                                             |
|                              | Des seins                                                   | (o Y o) (o)(o) (. Y .) (.)(.)               |
| :€ :{                        | Moustache                                                   | ^m^ omo                                     |
| *~<=D§§§                     | Le Père Noël                                                |                                             |
| (___(--#                     | Dynamite                                                    |                                             |
| @}->->--- @}-'-,-            | Une rose                                                    |                                             |
| _@_/ i@_                     | Un escargot                                                 |                                             |
| <:3)~~                       | Une souris                                                  |                                             |
|                              | Écouter de la musique                                       | o\|^-^\|o                                   |
| :-SS                         | Angoissant                                                  |                                             |
| :)]                          | Au téléphone                                                |                                             |
| < :-P                        | C'est la fête                                               |                                             |
| :-$                          | Chut ! Pas un mot                                           |                                             |
| B-)                          | Relax, cool                                                 |                                             |
| > :D <                       | Etreinte                                                    |                                             |
| &[ ]                         | Cadeau                                                      |                                             |
|                              | Étudier                                                     | ?@-@?                                       |
| :-)/ \ :-)                   | Tape cinq                                                   |                                             |
|                              | Exercice physique                                           | []==[]                                      |
|                              | Avoir chaud                                                 | :::^^:::                                    |
|                              | Encouragements                                              | ~^o^~                                       |
| @-)                          | Fascination                                                 |                                             |
|                              | Un poisson                                                  | >°)))>< <°)))<{ <0(((){{ (OAO)>)<           |
|                              | Un koala                                                    | @(°O°)@                                     |
|                              | Un singe                                                    | C~_~Ͻ ɛɳ_ɲɜ                                 |

N.B. : Malgré tous les efforts pour donner à chaque émoticône une description précise, on comprendra toujours mieux la nuance ou la signification exacte si l'on connaît le contexte. Par ailleurs, il existe de petites différences de sens entre le style nippon et le style occidental.

## Unicode
Table des caractères Unicode « Émoticône » :
| en fr   | 0  | 1  | 2  | 3  | 4  | 5  | 6  | 7  | 8  | 9  | A  | B  | C  | D  | E  | F  |
| U+1F600 | 😀 | 😁 | 😂 | 😃 | 😄 | 😅 | 😆 | 😇 | 😈 | 😉 | 😊 | 😋 | 😌 | 😍 | 😎 | 😏 |
| U+1F610 | 😐 | 😑 | 😒 | 😓 | 😔 | 😕 | 😖 | 😗 | 😘 | 😙 | 😚 | 😛 | 😜 | 😝 | 😞 | 😟 |
| U+1F620 | 😠 | 😡 | 😢 | 😣 | 😤 | 😥 | 😦 | 😧 | 😨 | 😩 | 😪 | 😫 | 😬 | 😭 | 😮 | 😯 |
| U+1F630 | 😰 | 😱 | 😲 | 😳 | 😴 | 😵 | 😶 | 😷 | 😸 | 😹 | 😺 | 😻 | 😼 | 😽 | 😾 | 😿 |
| U+1F640 | 🙀 | 🙁 | 🙂 | 🙃 | 🙄 | 🙅 | 🙆 | 🙇 | 🙈 | 🙉 | 🙊 | 🙋 | 🙌 | 🙍 | 🙎 | 🙏 |
| ------- | -- | -- | -- | -- | -- | -- | -- | -- | -- | -- | -- | -- | -- | -- | -- | -- |

### Art emoji
Les caractères émoticône graphiques et souvent en couleur japonais emoji (絵文字) sont utilisés pour créer ce que l'on appelle l'art Emoji (de l'anglais : Emoji art), extension de l'art ASCII (de l'anglais : ASCII art) aux caractères emoji, généralement colorés sur les smartphones. Ils sont notamment utilisés en Chine et au Japon.